# Boreotrophon triangulatus
Boreotrophon triangulatus är en snäckart som först beskrevs av Carpenter 1864.  Boreotrophon triangulatus ingår i släktet Boreotrophon och familjen purpursnäckor. Inga underarter finns listade i Catalogue of Life.